# Krytyka papieża Jana Pawła II

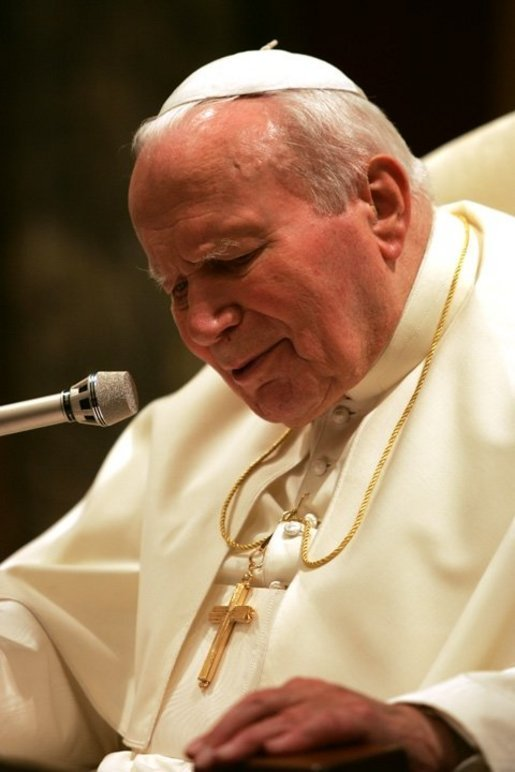
Jan Paweł II

Krytyka papieża Jana Pawła II – wywodzące się ze strony różnych osób oraz środowisk negatywne oceny działań Jana Pawła II. Dotyczy przede wszystkim kilku wybranych aspektów pontyfikatu i pracy duszpasterskiej papieża.
Można wyróżnić dwa główne źródła krytyki pontyfikatu Jana Pawła II:
- spoza Kościoła katolickiego, czyli ze strony osób i środowisk z nim niezwiązanych lub takich, które od Kościoła odeszły albo zostały ekskomunikowane, których to krytyka wynika z nieakceptowania katolickiej teologii moralnej i konfrontowania jej z różnymi filozoficznymi i etycznymi systemami wartości, lub przez brak aprobaty dla hierarchicznego ustroju Kościoła, jego teologii eklezjalnej i władzy absolutnej papieża.
- kościelne, czyli pochodzące z tzw. wnętrza Kościoła katolickiego stanowią formę dyskusji bądź teologicznej, dotyczącej zagadnień doktrynalnych, bądź kanonicznej, na temat spraw organizacyjno-ustrojowych Kościoła.

Wiele zarzutów stawianych Janowi Pawłowi II jest powtórzeniem zarzutów padających wobec jego poprzedników, zwłaszcza Pawła VI.

## Administracja
Pontyfikat Jana Pawła II charakteryzował się, zdaniem krytykujących go, absolutyzacją i scentralizowaniem władzy, a więc odejściem od linii wyznaczonej przez Sobór watykański II, a także odejściem od zasady kolegialności podczas podejmowania decyzji.
Janowi Pawłowi II zarzucano też zbytnie uproszczenie i obniżenie standardu procedur beatyfikacji i kanonizacji, prowadzące do „inflacji błogosławionych i świętych” (Joseph Ratzinger). Krytykę wzbudziły beatyfikacja Piusa IX i ogłoszenie sługą Bożym Piusa XII.
Nie znalazło też zrozumienia „ręczne sterowanie” zakonami jezuitów, franciszkanów oraz karmelitanek bosych, którym Jan Paweł II, omijając wewnętrzne procedury, narzucił przewodników. Jeden z najpoważniejszych oponentów papieża wewnątrz Kościoła, Hans Küng (papież zabronił mu wykładania w imieniu Kościoła z powodu krytyki dogmatu o nieomylności papieża), stwierdził, że:

Kryterium wyznaczania biskupów nie jest duch ewangeliczny czy duszpasterska otwartość, ale całkowita lojalność względem linii partyjnej Rzymu.

Jan Paweł II krytykowany był również za styl pracy przez kardynałów Martiniego i Danneelsa, którzy na synodzie Biskupów w 2000 roku wskazywali, że trzeba zmienić sposób działania Kurii Rzymskiej i zastanowić się nad kadencyjnością papiestwa.
Podczas pontyfikatu Jana Pawła II wyciszona została afera dotycząca Banco Ambrosiano oraz będącego jego większościowym akcjonariuszem Instytutu Dzieł Religijnych, którą próbował wyjaśnić jego poprzednik Jan Paweł I, a główni jej uczestnicy uniknęli kary (m.in. abp Paul Marcinkus) bądź zginęli w tajemniczych okolicznościach.

## Antykomunizm
Jan Paweł II był przeciwnikiem komunizmu. Vincente Navarro twierdzi, że stosunek papieża do tej ideologii był powodem popierania prawicowych dyktatorów i krytyki teologów wyzwolenia. Jako argumenty na poparcie krytyki wymieniane są:
- wizyta papieża u Augusto Pinocheta, chilijskiego dyktatora, przywódcy junty wojskowej w Chile od 1973,
- zakaz nauczania w imieniu Kościoła katolickiego dla Hansa Künga, Leonardo Boffa i Gustavo Gutiérreza,
- brak wsparcia dla Oscara Romero, salwadorskiego biskupa rzymskokatolickiego, arcybiskupa San Salvadoru i obrońcy praw człowieka.

W sprzeczności z krytycznymi opiniami na temat wizyty Jana Pawła II w Chile rządzonym przez Pinocheta stoją relacje z tej pielgrzymki, zgodnie z którymi papież nie wyrażał poparcia dla junty wojskowej, a nawet ją krytykował, przypominając o łamaniu praw człowieka, podczas spotkań z wiernymi. Papież miał nie wyrazić również zgody na wspólne zdjęcie z dyktatorem. Jan Paweł II odbywał także często pielgrzymki do krajów, w których panował ustrój komunistyczny (np. Kuba) – sam fakt pielgrzymki do kraju nie oznacza więc automatycznie poparcia polityki danego państwa.

## Ekumenizm i dialog międzyreligijny
Konserwatywni biskupi krytykują papieża za zbyt daleko posunięty ekumenizm, prowadzący według nich poprzez zrównanie katolicyzmu z innymi wyznaniami do religijnego synkretyzmu. Szczególnie krytykowane były spotkania międzyreligijne w Asyżu, jak również „zbyt łagodne” traktowanie heterodoksyjnych teologów. Z tego powodu przeciwnicy dialogu ekumenicznego uznali Jana Pawła II za modernistę. Krytyka papieża w tej kwestii nie została wyrażona publicznie.
Krytykę wywołało stanowisko Jana Pawła II dotyczące budzących w zachodnim świecie coraz większe zainteresowanie religii wschodu. W swojej książce Przekroczyć próg nadziei, z roku 1994, stwierdził on, że:
Mistyka karmelitańska zaczyna się w tym miejscu, w którym kończą się rozważania Buddy i jego wskazówki dla życia duchowego (s. 78 wyd. pol.)
 Zdaniem Jana Pawła II buddyzm:
jest w znacznej mierze systemem ateistycznym
i jako taki stanowi zagrożenie dla religijnego trzonu kultury europejskiej. Podczas wizyty papieża w Sri Lance w roku 1995 zorganizowano spotkanie ekumeniczne, które zbojkotowali przedstawiciele buddyzmu. Mnisi stwierdzili, że Jan Paweł II nie docenia wartości duchowych głoszonych przez założyciela ich religii.
Liberalni krytycy Jana Pawła II zarzucali mu natomiast niekonsekwencję w ekumenizmie, wyrażającą się między innymi wydaniem deklaracji Dominus Iesus, która zatrzymała ich zdaniem proces ekumeniczny. Przedstawiciele Patriarchatu Moskiewskiego oskarżali Kościół katolicki o prozelityzm. Wśród żydów spotkał się z krytyką z powodu beatyfikacji papieża Piusa IX, za którego pontyfikatu miała miejsce sprawa Edgarda Mortary. Uznali oni to też za niekonsekwencję wobec wcześniej uczynionych przeprosin za dawny antysemityzm.

### Krytykowane wydarzenia
- 8 sierpnia 1985 – w Togo Jan Paweł II wziął udział w uroczystościach, podczas których odbywały się animistyczne obrzędy – w świętym lesie, a później także w Karze oraz Togoville[17].
- 27 października 1986 – papież zorganizował w Asyżu wielkie spotkanie modlitewne na rzecz pokoju, na które zaprosił 150 przedstawicieli dwunastu największych religii świata. Jednoczesne modły zanoszono nie tylko z wyznawcami różnych odłamów chrześcijaństwa i religii abrahamicznych (judaizm, islam), ale także z duchownymi religii dharmicznych, rdzennych wyznań afrykańskich i amerykańskich oraz shintō. Znamiennym faktem jest umieszczenie posążka Buddy na ołtarzu, przed którym modlili się zebrani[18][19].
- 14 maja 1999 – Jan Paweł II przyjął w Watykanie delegację islamskich duchownych z Iraku, którzy w prezencie podarowali mu egzemplarz Koranu[20]. Według relacji patriarchy Raphaela I BiDawida (z Katolickiego Kościoła Chaldejskiego w Babilonie), który był obecny na spotkaniu, papież ukłonił się przed świętą księgą muzułmanów oraz pocałował ją[21].
- 24 stycznia 2002 – po zamachu z 11 września 2001 z inicjatywy papieża zwołano kolejne ekumeniczne spotkanie modlitewne w Asyżu. Poza wszystkimi wyznaniami reprezentowanymi na podobnym wydarzeniu z 1986 (opisanym wyżej) należy wymienić przedstawicieli tenri-kyō, zoroastrianizmu, dźinizmu oraz konfucjanizmu[22][potrzebny przypis].

## Seksualność i antykoncepcja
Krytycy Jana Pawła II zarzucali mu skupianie nadmiernej uwagi na etyce seksualnej. Szczególne kontrowersje wzbudziły papieskie nauki o tradycji rozdziału płci kulturowych, roli kobiety, o antykoncepcji, homoseksualności oraz celibacie księży. Szczególnie krytykowane było stosowanie przejętego przez Jana Pawła II od Pawła VI sformułowania „cywilizacja śmierci”, używanego na oznaczenie wszystkich tych przejawów kultury, zwłaszcza kultury Zachodu, które kolidowały z papieskim nauczaniem w dziedzinie etyki seksualnej i „zapoznawały znaczenie cierpienia”. Kontynuacja linii zarysowanej w Humanae Vitae doprowadziła zdaniem krytyków do opustoszenia kościołów. Jak to ujął kardynał Danneels, „odchodzenie od spowiedzi usznej rozpoczęło się po ogłoszeniu Humanae vitae”. Część wiernych wyraziła w ten sposób brak akceptacji dla zakazu stosowania środków antykoncepcyjnych.

### Tradycyjny podział ról płciowych i rola kobiety
Krytycy zarzucają Janowi Pawłowi II promowanie patriarchalnego modelu rodziny oraz negatywny stosunek do feminizmu. Przedmiotem krytyki stał się m.in. list apostolski Mulieris dignitatem oraz List do Biskupów Kościoła katolickiego o współdziałaniu mężczyzny i kobiety w Kościele i świecie.
Zwolennicy papieża wskazują, iż w wydanym w 1995 Liście do kobiet całego świata dostrzegł problem wielowiekowej dyskryminacji i podkreślił znaczenie pełnego udziału kobiet w życiu społecznym.
W kwestii kapłaństwa kobiet wewnątrz Kościoła toczyły się poważne teologiczne debaty. Zdaniem Stanisława Obirka „nagle ucichły jakby je ucięto. Przede wszystkim dlatego, że papież wydawał dokumenty, które miały właśnie na celu kneblowanie otwartych sporów”. Kluczowym dokumentem wydanym w tej sprawie był list apostolski Ordinatio sacerdotalis o udzielaniu święceń kapłańskich wyłącznie mężczyznom.

### Antykoncepcja a AIDS i regulacja urodzin
Krytycy papieża obarczają go winą za przyczynienie się do eksplozji epidemii AIDS w Afryce, a niektórzy krytykujący obwiniają Jan Pawła II bezpośrednio za śmierć milionów mieszkańców Afryki w wyniku AIDS. Zakaz używania prezerwatyw miał również spowodować nadmierną dzietność, a w efekcie pauperyzację Trzeciego Świata. Sprzeciw Watykanu wobec antykoncepcji stał się szczególnie widoczny podczas głosowań nad rezolucjami posiedzenia konferencji ONZ na temat populacji i rozwoju w Kairze w 1994 roku. Stanowisko wysłannika Jana Pawła II nie pozostawiało pola dla dyskusji.
Biograf papieża Bernard Lecomte odrzuca te zarzuty, wskazując, że Jan Paweł II był zwolennikiem teorii „mniejszego zła”, którą głosił Kościół francuski, brazylijski i Wybrzeża Kości Słoniowej. Głosiła ona, że jeżeli osoba zakażona HIV nie jest w stanie żyć w czystości, to ma obowiązek użyć prezerwatywy, aby nie nieść śmierci. Zwierzchnik Papieskiej Rady do spraw Rodzin prałat Suaudeau na łamach L’Osservatore Romano opublikował artykuł popierający teorię mniejszego zła, a ojciec Georges Cottier, komentując stanowisko episkopatu francuskiego w tej sprawie w dzienniku „Le Monde” powiedział:

Żadną miarą nie można powiedzieć, że ten tekst francuskich biskupów jest sprzeczny z poglądem papieża

### Homoseksualność
Działacze LGBT zarzucają Janowi Pawłowi II homofobię. Twierdzą oni, że przejawiało się to w wyjątkowym zainteresowaniu (w negatywnym znaczeniu), jakie spotkało osoby homoseksualne za jego pontyfikatu, począwszy od upomnienia biskupów amerykańskich w roku 1979, krytykę wyświęceń biskupów ujawniających swoją orientację homoseksualną, a skończywszy na wydanej już po śmierci papieża, ale przygotowywanej jeszcze pod jego zwierzchnictwem, instrukcji ograniczającej przyjmowanie osób homoseksualnych do stanu kapłańskiego.
Za porażkę papieża niektóre środowiska uważają również nieodnoszenie się do dramatycznych przypadków łamania praw człowieka wobec osób homoseksualnych; wspominają samospalenie na placu św. Piotra w 1998 roku Alfreda Ormando, protestującego przeciwko obojętności Kościoła na problemy osób nieheteroseksualnych. Kościół w żaden sposób nie odniósł się do tego wydarzenia.

### Celibat
Przez Hansa Künga papież był krytykowany za konserwatywne stanowisko wobec celibatu. Zdaniem teologa postawa Jana Pawła II przyczyniła się do wielu problemów w stanie duchownym. Wielu księży odeszło ze stanu duchownego, aby założyć rodziny i w efekcie w niektórych krajach brakuje kapłanów. W Niemczech 1400 księży pochodziło z Polski, Indii i Afryki. W roku 1990 wyświęcono tam 366 duchownych, a w 2003 tylko 161.

## Stosunek do przestępstw seksualnych w Kościele
Pierwsze informacje o przypadkach molestowania dzieci przez duchownych, które przebiły się do mediów stały się głośne dopiero w roku 1992 w Irlandii. W proteście przeciwko próbom ukrywania skandalu piosenkarka Sinéad O’Connor podarła zdjęcie Jana Pawła II podczas programu telewizyjnego, do którego została zaproszona.
Kolejne skandale dotyczyły księży sprawujących swoją posługę na terenie kilku innych krajów. W styczniu 2002 roku wybuchł głośny skandal dotyczący pedofilii wśród księży w Stanach Zjednoczonych. Kilka podobnych przypadków ujawniono również na terenie Kanady. Zarzuty miały tak poważny charakter, że o wieloletnie tuszowanie skandali seksualnych oskarżono też pięciu biskupów (Bernarda Law, Brendana Comiskeya, Josepha Symonsa, Anthony’ego O’Connella i Hansa Groëra).
Lawrence Murphy dopuścił się molestowania seksualnego dwustu chłopców ze szkoły dla głuchych w Wisconsin. Krytycy amerykańscy wskazują, że główny ciężar krytyki w sprawie księdza Lawrence’a Murphy’ego spadł na Benedykta XVI. Był on wówczas prefektem Kongregacji Nauki Wiary i działał jako podwładny Jana Pawła II.
W marcu 2002 roku w liście do księży z okazji Świąt Wielkanocnych, Jan Paweł II przedstawił zdecydowaną krytykę kapłanów dopuszczających się przestępstw seksualnych, wyraził ubolewanie dla ofiar oraz obawę o niezasłużone uprzedzenie do całego stanu kapłańskiego:

[...] jako kapłani jesteśmy osobiście głęboko wstrząśnięci grzechami niektórych naszych braci [...]. Budzi to zgorszenie, a jako jego skutek pada głęboki cień podejrzenia na wszystkich innych zasłużonych kapłanów, którzy pełnią swoją posługę z uczciwością i z konsekwencją, a nierzadko z heroiczną miłością. Podczas gdy Kościół wyraża swą troskę o ofiary i czyni wysiłki, aby zareagować zgodnie z prawdą i sprawiedliwością na każdą bolesną sytuację [...]

W kwietniu 2002 roku papież zwołał spotkanie kardynałów w sprawie oskarżeń o molestowanie. Na spotkaniu z młodzieżą w Toronto Jan Paweł II wyraził swój żal i wstyd wynikający z ujawnionych zdarzeń. Podkreślił też dobre intencje duchownych oraz zaapelował o wsparcie ich posługi:

Krzywda wyrządzona przez niektórych księży najmłodszym i najsłabszym wypełnia nas wszystkich głębokim uczuciem żalu i wstydu.
Ale pomyślcie o większości duchownych, którzy pragną jedynie służyć oraz czynić dobro. Bądźcie z nimi blisko i wspierajcie ich.

Przedstawiciele ofiar molestowania, jak Gary Bergeron, stwierdzili, że konieczne jest przeproszenie przez Jana Pawła II za błędy Kościoła ujawnione podczas wyjaśniania skandali seksualnych.

### Odpowiedź na zarzuty
W odpowiedzi na krytykę ksiądz jezuita Adam Żak powiedział Katolickiej Agencji Informacyjnej, że to Jan Paweł II był pierwszym, który rozpoczął walkę z pedofilią w Kościele i dokonał w tym prawdziwej rewolucji.

#### Kodeks Prawa Kanonicznego 1983
W 1983 roku Jan Paweł II podpisał nowy Kodeks Prawa Kanonicznego, który przewidywał kary za przestępstwa pedofilii
Kanon 1395 – § 2. „Duchowny, który (…) wykroczył przeciwko VI przykazaniu Dekalogu, jeśli jest to połączone z użyciem przymusu lub gróźb, albo publicznie lub z osobą małoletnią poniżej lat szesnastu, powinien być ukarany sprawiedliwymi karami, nie wyłączając w razie potrzeby wydalenia ze stanu duchownego”.
Krytycy Jana Pawła zarzucali mu, że kodeks ten łagodził karę za pedofilię oraz traktował to przestępstwo jako lekkie, jednak ekspert prawa kanonicznego John J. Coughlin analizując ten przepis stwierdził, że przestępstwo pedofilii zostało uznane za grzech ciężki i jedno z czterech kategorii przestępstw seksualnych za które groziło permanentne wyrzucenie ze stanu kapłańskiego, czyli jedną z najpoważniejszych kar. Podobnie Maciej Zięba OP twierdzi, że kodeks wcale nie zmniejszał „surowych kar” za pedofilię, a zachowując najwyższy wymiar kary oddał więcej prerogatyw lokalnym biskupom. Sam Kodeks Prawa Kanonicznego zaczął być tworzony jeszcze przed Janem Pawłem II, w 1963 roku, gdy Jan XXIII ustanowił Papieską Komisję do Rewizji Kodeksu Prawa Kanonicznego i był wynikiem długoletniej dyskusji lokalnych episkopatów, zakonów i uniwersytetów katolickich. Z kolei w 2023 roku dziennikarze Piotr Litka oraz Tomasz Krzyżak zauważyli, że wbrew opiniom wyrażonym w mediach Kodeks Prawa Kanonicznego z 1917 roku nie przewidywał kary wydalenia duchownego z kapłaństwa za wykorzystanie seksualne osób małoletnich. Dopiero zrewidowany kodeks ogłoszony przez Jana Pawła II w 1983 po raz pierwszy do katalogu przestępstw zagrożonych karą wydalenia ze stanu kapłańskiego zaliczył m.in. seksualne wykorzystanie osoby niepełnoletniej. Autorzy zauważają, że "działania Jana Pawła II były o wiele wcześniejsze i bardziej zdecydowane", niż dotąd sądzono.

#### Konstytucja Apostolska Pastor bonus 1988
Konstytucja apostolska Pastor bonus (Dobry Pasterz) z 1988 r. miała stać się podstawą do późniejszych reform, mających za zadanie zwalczać przestępstwa seksualne w Kościele, stwierdzała ona, że:
Wykroczenia przeciwko wierze oraz poważne przestępstwa, tak przeciwko obyczajom, jak i te popełnione podczas sprawowania sakramentów, doniesione do Kongregacji Nauki Wiary, muszą być przez nią rozpatrzone, a gdyby zaszła potrzeba, Kongregacja ta powinna przystąpić do określenia lub nałożenia sankcji kanonicznych

#### Przystąpienie do konwencji ONZ 1989
Decyzją papieża, Stolica Apostolska w 1989 roku przystąpiła do Konwencji ONZ o prawach dziecka, pomimo że Watykan formalnie nie był członkiem tej organizacji. Konwencja stwierdzała:

Artykuł 19 1. Państwa-Strony będą podejmowały wszelkie właściwe kroki w dziedzinie ustawodawczej, administracyjnej, społecznej oraz wychowawczej dla ochrony dziecka przed wszelkimi formami przemocy fizycznej bądź psychicznej, krzywdy lub zaniedbania bądź złego traktowania lub wyzysku, w tym wykorzystywania w celach seksualnych, dzieci pozostających pod opieką rodzica(ów), opiekuna(ów) prawnego(ych) lub innej osoby sprawującej opiekę nad dzieckiem.
Artykuł 34
Państwa-Strony zobowiązują się do ochrony dzieci przed wszelkimi formami wyzysku seksualnego i nadużyć seksualnych. Dla osiągnięcia tych celów Państwa-Strony podejmą w szczególności wszelkie właściwe kroki o zasięgu krajowym, dwustronnym oraz wielostronnym dla przeciwdziałania:
a) nakłanianiu lub zmuszaniu dziecka do jakichkolwiek nielegalnych działań
seksualnych;
b) wykorzystywaniu dziecka do prostytucji lub innych nielegalnych praktyk seksualnych;
c) wykorzystywaniu dzieci w pornograficznych przedstawieniach i materiałach.

#### Katechizm Kościoła Katolickiego z 1992 roku
W 1993 roku Kościół Katolicki wydał nowy Katechizm Kościoła katolickiego, który poruszał problem pedofilii:
2285 Zgorszenie nabiera szczególnego ciężaru ze względu na autorytet tych, którzy je powodują, lub słabość tych, którzy go doznają. Nasz Pan wypowiedział takie przekleństwo: „Kto by się stał powodem grzechu dla jednego z tych małych... temu byłoby lepiej kamień młyński zawiesić u szyi i utopić go w głębi morza” (Mt 18, 6). Zgorszenie jest szczególnie ciężkie, gdy szerzą je ci, którzy, z natury bądź z racji pełnionych funkcji, obowiązani są uczyć i wychowywać innych. Takie zgorszenie Jezus zarzuca uczonym w Piśmie i faryzeuszom, porównując ich do wilków przebranych za owce.
2353 (...) nierząd jest poważnym wykroczeniem, gdy powoduje deprawację młodzieży.
2356 Gwałt oznacza wtargnięcie przemocą w intymność płciową osoby. Jest naruszeniem sprawiedliwości i miłości. Rani on głęboko prawo każdego człowieka do szacunku, wolności oraz integralności fizycznej i moralnej. Wyrządza poważną krzywdę ofierze i może wywrzeć piętno na całym jej życiu. Jest zawsze czynem wewnętrznie złym. Jeszcze poważniejszy jest gwałt popełniony przez rodziców (por. kazirodztwo) lub wychowawców na dzieciach, które są im powierzone.

2389 Do kazirodztwa zbliżone są nadużycia seksualne popełniane przez dorosłych na dzieciach lub młodzieży powierzonych ich opiece. Grzech ten jest jednocześnie gorszącym zamachem na integralność fizyczną i moralną młodych, którzy będą nosić jego piętno przez całe życie, oraz pogwałceniem odpowiedzialności wychowawczej.

#### Reakcje na przestępstwa seksualne w USA i Irlandii – Polityka „Zero tolerancji”.
W 1993 roku Jan Paweł II w reakcji na przestępstwa seksualne w Kościele Amerykańskim napisał list, w którym stwierdza:
Podczas wizyt ad limina wielokrotnie rozmowy szły w kierunku, jak bardzo te grzechy duchownych wstrząsnęły wrażliwością moralną wielu i stały się okazją do grzechu dla innych. Ewangeliczne słowo „biada” ma szczególne znaczenie, zwłaszcza gdy Chrystus stosuje je wobec przypadków zgorszenia, a przede wszystkim wobec zgorszenia „najmłodszych” (por. tamże 18,6). Jak surowe są słowa Chrystusa, kiedy mówi o takim zgorszeniu i jak wielkie musi być to zło, skoro „dla tego, który sieje zgorszenie, lepiej byłoby mieć wielki kamień młyński zawieszony na szyi i utonąć w głębinach morza” (por. tamże).
Watykan powołał specjalną komisję, która miała zająć się problemami wykorzystywania seksualnego w USA, w 1994 roku wprowadzono politykę „zero tolerancji” dla przestępstw seksualnych w Kościele, Jan Paweł II udzielił biskupom amerykańskim z USA indultu, który miał uruchomić oczyszczającą pracę w Kościele. Podnosił wiek ochrony osób małoletnich z 16 do 18 lat i wydłużał okres przedawnienia przestępstw wykorzystania seksualnego małoletnich do 10 lat od ukończenia 18. roku życia przez osobę skrzywdzoną tym przestępstwem. Indult miał skończyć z unikaniem procesów, by zacząć stosować przewidziane przez prawo kary – aż do wydalenia ze stanu duchownego włącznie. Indult stanowił, że procesy kanoniczne miały być wszczynane natychmiast po zgłoszeniu przestępstwa, każdy ksiądz sprawca wykorzystania seksualnego osoby małoletniej przed 18. rokiem życia – po procesie kanonicznym – miał być wydalany ze stanu duchownego. Indult z 1994 r. dla Stanów Zjednoczonych został w 1996 r. rozszerzony na Irlandię. 26 lipca 1999 r. doszło do spotkania „ad limina apostolorum” biskupów irlandzkich w Watykanie, Jan Paweł II wezwał episkopat Irlandii do Watykanu w związku z wcześniej ujawnionymi aferami seksualnymi. Podczas spotkania mówił o „uznaniu diabelskiej natury” i konsekwentnym karaniu czynów pedofilskich.

#### Sacramentorum sanctitatis tutela
W 2001 roku Jan Paweł II wprowadził jedną z najważniejszych reform, które miały za zadanie zwalczać pedofilię w Kościele, został wydany list Sacramentorum sanctitatis tutela. List podnosił wiek ochrony dzieci powyżej norm świeckich, do 18 roku życia. Wszystkie przypadki pedofilii miały być od teraz przekazywane Kongregacji Nauki Wiary, którą kierował Joseph Ratzinger, co miało systemowo zwalczać problem pedofilii. Jan Paweł II przydzielił do niej prałata Charlesa Scilunę, znanego łowcę pedofilii. Polityka „zero tolerancji” zakładała, że winny przestępstw pedofilii miał być wyrzucany ze stanu duchownego. Eksperci są zgodni, że od tego listu liczba przypadków pedofilii spadła, a normy są lepiej respektowane.

#### Karta ochrony Dzieci i Młodzieży
W kwietniu 2002 Jan Paweł II zaprosił do Watykanu przedstawicieli episkopatu amerykańskiego w celu wspólnego rozpatrzenia problemów związanych z molestowaniem seksualnym nieletnich. Publicznie krytykował amerykański episkopat za nie wystarczające wysiłku na rzecz walki z przestępstwami seksualnymi. Ksiądz Izakowicz-Zalewski stwierdził:
Wiem, że papież Polak był bardzo surowy i stanowczy w kwestiach molestowania. W 2002 roku byłem na studiach w Rzymie i w USA wybuchł skandal związany z pedofilią. Kiedy papież dowiedział się o tym skandalu, wezwał wszystkich kardynałów amerykańskich na dywanik i wtedy publicznie, byłem tego świadkiem, na placu Świętego Piotra pouczał amerykańskich hierarchów kościelnych, że nie wolno tego tolerować. Był już bardzo schorowany, ale miał na tyle siły duchowej, że nie bał się kamer, i nie bał się radykalnych rozwiązań
W reakcji amerykański episkopat wydał Kartę ochrony Dzieci i Młodzieży, która wprowadzała szereg reform, w tym obowiązek informowania władzy świeckiej o przestępstwach seksualnych w Kościele:
Artykuł 4. Diecezje/eparchie są zobowiązane do zameldowania władzom publicznym wniesiony zarzut seksualnego wykorzystywania osoby nieletniej.
Niedługo potem, kolejne episkopaty, między innymi Francji, Niemiec, Szwajcarii, Austrii, Belgii, Irlandii, Wielkiej Brytanii, Kanady, Brazylii, Afryki Południowej, Australii, Nowej Zelandii, Polski, przyjmowały podobne rozwiązania i reformy.

### Kontrowersyjne przypadki

#### Theodore McCarrick
W 2020 roku Stolica Apostolska opublikowała raport na temat kariery kardynała Theodore McCarricka, który został wyrzucony z kapłaństwa, za przestępstwa pedofilii, raport stwierdził, że Jan Paweł II otrzymał wiarygodne doniesienia o niewłaściwym zachowaniu kardynała. Raport wspomina również, że jedna z ofiar McCarricka w 2019 stwierdziła, że już w 1988 roku poinformowała papieża Jana Pawła II o przestępstwach kardynała, Stolica Apostolska, pomimo prób, nie była w stanie jednak potwierdzić tych doniesień.
Z watykańskiego raportu wynika, że kiedy Jan Paweł II dowiedział się o zarzutach wobec McCarricka, nakazał ówczesnemu nuncjuszowi apostolskiemu w USA, arcybiskupowi Gabrielowi Montalvo, sprawdzenia wszelkich „plotek i pomówień” dotyczących hierarchy. W związku z tym Montalvo skonsultował się z czterema biskupami, którzy blisko współpracowali z McCarrickiem. Żaden z nich nie dostarczył dowodów. Mimo tego Jan Paweł II zamierzał nie uczynić McCarricka metropolitą waszyngtońskim, zmienił jednak zdanie, kiedy hierarcha w liście zaadresowanym do papieża zaprzeczył zarzutom. Dopiero w 2017 roku, dwanaście lat po śmierci Jana Pawła II, Watykan otrzymał wiarygodne oskarżenie o molestowanie seksualne nieletniego przez McCarricka. W raporcie papież Franciszek pisze: „Jan Paweł II był człowiekiem tak rygorystycznym moralnie, o takiej prawości moralnej, że nigdy nie pozwoliłby na awans skorumpowanej kandydatury”. Przewodniczący Konferencji Episkopatu Polski Stanisław Gądecki po publikacji raportu bronił papieża w oświadczeniu mówiąc, że został on „cynicznie oszukany” przez McCarricka i innych biskupów amerykańskich.

#### Marcial Maciel
Ksiądz Marcial Maciel, meksykański założyciel zgromadzenia religijnego Legion Chrystusa, molestował przynajmniej 30 dzieci i wiele kobiet, z którymi miał później potomków. Według Alejandro Espinozy, autora książki El ilusionista, Maciel uwodził bogate i bogobojne kobiety dla ich pieniędzy. Ksiądz zapewniał fundusze Watykanowi, za co papież uważał go za „przewodnika, wzór dla młodych”, a jego służbę za „ogromną, hojną i owocną kapłańską posługę”. Według niektórych krytyków Jan Paweł II chronił go przed wymiarem sprawiedliwości do końca życia, mimo że wiedział o jego przestępstwach, choć nawet oni uważają, że Jan Paweł II został oszukany. W 2020 roku papież Franciszek odnosząc się do tej sprawy powiedział:
Papież Jan Paweł II, który pragnął poznać prawdę, poprosił go o spotkanie. Joseph Ratzinger przedstawił na nim dokumentację, wszystkie zebrane papiery. Gdy wrócił, powiedział do swojego sekretarza: «daj to do archiwum, wygrała druga strona»
Niektóre media uznały, że Jan Paweł II nakazał zatuszować sprawę Marciala Maciela, papież Franciszek jednak jakiś czas później zdementował te interpretacje stwierdzając, że Jana Pawła II nie było podczas podejmowania tej decyzji, oraz że był wprowadzany w błąd, przez swoje otoczenie, które okłamywało go w sprawie Marciala. W 2004 roku Jan Paweł II osobiście nakazał Kardynałowi Ratzingerowi doprowadzić do końca śledztwo w sprawie Maciela rozpoczęte w 1998, które zakończyło się jednak po śmierci Jana Pawła II. Relator procesu beatyfikacyjnego ojciec Daniel Olsa, stwierdził w swoim liście do postulatora księdza Sławomira Odera:
Nic nie wiadomo o żadnym osobistym zaangażowaniu Sługi Bożego Jana Pawła II w postępowanie wobec księdza Marciala Maciela Degollado [Przyp. że próbował je utrudniać]
List ten, ujawniony podczas procesu beatyfikacyjnego, został uznany za ostateczny dowód, który oczyszcza Jana Pawła II z zarzutów tuszowania sprawy Marciala. Podobnie meksykańska watykanistka Valentina Alazraka, która badała życiorys Marciala Maciela Degollado stwierdziła, że Jan Paweł II padł ofiarą „arcymistrza kłamstwa”, ze strony Marciala.

#### Hermann Groër
4 kwietnia 2010 roku brytyjski dziennik The Times podał, że Jan Paweł II wstrzymywał dochodzenie w sprawie swojego przyjaciela, austriackiego kardynała Hansa Hermanna Groëra, który miał dopuścić się molestowania nawet dwóch tysięcy chłopców. Jedna z ofiar Groëra, Michael Tfirst, twierdzi, że już od lat 70. powiadamiał o tej sprawie wyższe władze kościelne i że w 2004 roku Kościół wypłacił mu równowartość trzech tysięcy trzystu funtów w zamian za milczenie. W marcu 2010 następca Groëra, kardynał Christoph Schönborn, publicznie skrytykował sposób, w jaki władze kościelne zajmowały się tym oraz innymi skandalami seksualnymi. Potępił grzeszne struktury wewnątrz Kościoła oraz sposoby wyciszania ofiar i odwracania wzroku od przypadków molestowania małoletnich. Według Schönborna Joseph Ratzinger, wówczas prefekt watykańskiej Kongregacji Nauki Wiary, próbował wszczynać dochodzenia w sprawie nadużyć. Jego wysiłki jednak blokował Watykan. Schönborn zaprzeczył jednak, że to Jan Paweł II miał blokować proces. Według niego winnym był Angelo Sodano, który miał blokować proces pedofilii.
Jan Paweł II w reakcji na oskarżenia mianował Christopha Schönborna, biskupa pomocniczego Wiednia, koadiutorem, czyli posiadającym prawo do sukcesji po Groërze. Taki gest interpretuje się w Kościele jako odebranie władzy: kierowanie diecezją przechodzi w ręce koadiutora. Po tej wiadomości Groër ustąpił ze stanowiska przewodniczącego Episkopatu i odszedł do zakonu. Mimo wszystko wygląda na to, że Jan Paweł II nie wierzył w winę Hermana Groëra i później występował w jego obronie. Według papieża Franciszka, Jan Paweł II w sprawie Hermana Groera był wielokrotnie oszukiwany przez swoich współpracowników.

## Protokół dyplomatyczny a rozwód
Papież Jan Paweł II odmawiał audiencji drugim żonom towarzyszącym przywódcom państw lub szefów rządów w wypadku, gdy po rozwodzie zawarli oni powtórnie związek małżeński. W tym zakresie protokół dyplomatyczny zadekretowany przez papieża przewidywał, iż nie mogą one towarzyszyć u boku swoich mężów w oficjalnej części audiencji, lecz winny znajdować się w dalszej delegacji rządowej.
Z tej przyczyny odmówiono audiencji prezydentowi Austrii Thomasowi Klestilowi w 2002 czy prezydentowi Portugalii Jorge Sampaio w 1997.

## Krytyka w środowiskach tradycjonalistycznych
Jan Paweł II był krytykowany przez członków Bractwa Świętego Piusa X, domagających się powrotu do rytu trydenckiego mszy świętej oraz odwołania niektórych reform II Soboru Watykańskiego. Ruchy tradycjonalistyczne uważają, że wiele posunięć Jana Pawła II było zbyt liberalnych, i domagają się powrotu lub zaprzestania niektórych rozpoczętych działań, na przykład ekumenicznych, zrównujących według nich prawdziwego Boga z bóstwami pogańskimi.
W polskich środowiskach tradycjonalistycznych Jan Paweł II krytykowany był również za poparcie dla przystąpienia Polski do Unii Europejskiej.

## Krytycy procesu beatyfikacji
W grudniu 2005 grupa dwunastu teologów przeciwnych beatyfikacji Jana Pawła II (Jaume Botey, Casimir Marti, Ramon Maria Nogues, Rosa Cursach, Casiano Floristan, Juan Jose Tamayo, Jose Ramos Regidor z Hiszpanii; Giovanni Franzoni, Filippo Gentiloni, Giulio Girardi z Włoch; Martha Heizer z Austrii i José Maria Castillo z Salwadoru) ogłosiła następujące tezy:
- Pontyfikat papieża Jana Pawła II był okresem marginalizacji przedstawicieli teologii wyzwolenia;
- Spowodował on umocnienie się konserwatywnego stosunku Kościoła do płciowości, doprowadził do zachowania celibatu księży;
- Jan Paweł II niesłusznie kontynuował odsunięcie kobiet od urzędów kościelnych;
- Władze watykańskie za czasów Jana Pawła II nie potępiały dyktatorów z Ameryki Południowej oraz uczestniczyły w podejrzanych operacjach finansowych.

We wrześniu 2007 roku opublikowana została książka The Power and the Glory brytyjskiego dziennikarza Davida Yallopa, w której krytycznie ocenia on pontyfikat Jana Pawła II. Według hiszpańskiego dziennika „El País” książka ta mogła wpłynąć na przedłużenie procesu beatyfikacyjnego.
W tym samym czasie opublikowano także krytyczną książkę byłego dziekana Wydziału Teologii Uniwersytetu Wiedeńskiego Hubertusa Mynarka Papież Polak. Bilans pontyfikatu. Krytykę publicystyki Jana Pawła II zawarł Horst Herrmann w książce Jan Paweł II złapany za słowo. Jej wydanie w Polsce miało miejsce w 1995.
Wśród polskich publikacji największe kontrowersje wzbudziła opublikowana na początku 2008 roku książka byłego dominikanina Tadeusza Bartosia Jan Paweł II. Analiza krytyczna. Tezy zaprezentowane w książce skrytykowane zostały, między innymi, przez abpa Józefa Życińskiego.
W 2004 roku ukazała się także praca zbiorowa pod red. Andrzeja Dominiczaka Bez miłosierdzia. Jana Pawła II wojna z ludźmi. Kolejną publikacją krytyczną wobec Jana Pawła II był wydany w 2011 roku esej Antypapież autorstwa Tomasza Piątka. W 2012 roku wydano zbiór wywiadów Piotra Szumlewicza Ojciec nieświęty, ze znanymi postaciami polskiego życia publicznego na temat mrocznych stron pontyfikatu Jana Pawła II.

## Książki krytykujące Jana Pawła II
W 2012 nakładem wydawnictwa Czarna Owca ukazał się zbiór wywiadów przeprowadzonych przez Piotra Szumlewicza, Ojciec nieświęty. W 2023 ukazała się książka Maxima Culpa. Jan Paweł II wiedział autorstwa Ekkego Overbeeka na temat wiedzy Jana Pawła II o wykorzystywaniu seksualnym w kościele katolickim, w tym wykorzystywaniu dzieci. Premiera tej książki, która zbiegła się z premierą reportażu telewizyjnego Marcina Gutowskiego Franciszkańska 3, wywołała szeroką debatę na temat Jana Pawła II w Polsce. Również w 2023 ukazała się książka Nie nasz papież. Pontyfikat Jana Pawła II na świecie Mirosława Wlekłego. W wydanej w 2024 książce Pastwisko. Jak przeszłość, strach i bezwład rządzą polskim Kościołem Ignacy Dudkiewicz krytycznie odniósł się do „schedy Jana Pawła II”.